# Babka trichonidzka
Babka trichonidzka (Economidichthys trichonis) – gatunek endemicznej ryby promieniopłetwej z rodziny babkowatych (Gobidae).
Jest to gatunek endemiczny dla jeziora Trichonida w zachodniej Grecji. Występuje tam razem z 2 innymi gatunkami: babką zachodniogrecką (Economidichthys pygmaeus) i babką kaukaską (Knipowitschia caucasica). Razem z tym pierwszym taksonem występuje w małych zlewiskach jeziora, blisko górnego biegu rzeki Acheloos. Zamieszkuje przybrzeżne wody, pokryte gęstą roślinnością wodną i detrytusem, gdzie może znajdywać pokarm. Dno jest także dodatkowo pokryte żwirem i kamieniami. Spotykana na głębokości dochodzącej do 15 m.
Economidichthys trichonis jest prawdopodobnie najmniejszym słodkowodnym europejskim gatunkiem ryby. Samce są większe, osiągają 3 cm długości całkowitej, a samice do 1,8 cm długości całkowitej, choć zwykle więcej, 2,7 cm. FishBase szacuje maksymalną długość życia na ponad rok.
Gatunek został odkryty w 1990 roku i dlatego jest dość słabo poznany. W przeciwieństwie do większości babek, które są samotne, babki trychonidzkie łączą się w małe ławice. Czasami też aktywnie pływają. W mniejszym stopniu zamieszkują dno jeziora. W okresie tarła żywią się drobnymi bezkręgowcami, głównie wioślarkami i larwami małży Dreissena polymorpha.
Rozmnażają się podobnie jak większość babek. Tarło po pierwszej zimie, od lutego do maja. Samice E. trichonis składają ikrę w gniazdach przygotowanych przez samce w zagłębieniach połamanych trzcin. Jedno gniazdo może zajmować do 2000 ziaren ikry składanych przez kilka samic. Samce następnie pilnują jaj aż do wyklucia, przy czym samice nie odgrywają żadnej roli w opiece rodzicielskiej. Jej ikra ma owalny kształt, o wymiarach około 0,64 × 0,58 mm, z których po okresie klucia trwającym krócej niż 1 dzień w wodzie o temperaturze 19,5 °C wykluwa się drobny, niepigmentowany i nie w pełni rozwinięty narybek pelagiczny. Narybek o długości całkowitej 2,1 mm po wykluciu jest najmniejszym europejskim kręgowcem. Rozmnażają się tylko raz w życiu, w wieku 1 roku i giną wkrótce po tarle, ale sezon lęgowy obejmuje kilka tarlisk poszczególnych ryb.
Rekultywacja terenu, wahania poziomu jezior wynikające z poboru wody i zanieczyszczenia zagrażają przetrwaniu tego gatunku. Dodatkowo na te babki polują ryby z gatunku Atherina boyeri, które są gatunkiem dominującym w jeziorze. Na liście IUCN ryba ta ma status gatunku zagrożonego wyginięciem (EN – Endangered). Liczebność populacji nie jest znana, podobnie jak jej trend.